# 管水母
管水母泛指管水母目（學名：Siphonophorae）的海洋動物，隶属于刺胞动物门的水母亚纲，有175种。最為著名的是非常危險的僧帽水母。
管水母的形态多样性极高。表面上看似为单只动物的管水母，实际则是由多个在形态和功能上都高度分化、分为水螅型（polyploid）和水母型（medusoid）的游动孢子（zooid）所组成的生物群。游动孢子指从每个受精卵发育而来的多细胞单位，多个游动孢子可组合为具有繁殖、消化、推进移动、调整姿势、漂浮功能的集合体。许多的管水母集群都呈细长、透明的漂浮状，生活在海洋中的远洋带。

## 博物学史
管水母最早的科学描述来自瑞典博物学家卡尔·林奈，为发表于1758年的僧帽水母。由于技术的限制，18世纪对管水母研究十分缓慢，仅发现了4种。19世纪，随着欧洲各国航海研究的兴起，56个新种被陆续发现，但样本也多来自沿岸或浅层的水域，其中许多都来自在英国皇家海军的挑战者号远征。德国博物学家恩斯特·海克尔尝试编撰、描述了这次远征中采集的所有管水母，提出了46个新物种。尽管人们后来发现许多这些“新种”都并非管水母，海克尔所写下的一些描述和绘制的插图的价值还是受到了现代生物学家的肯定。20世纪中，每十年间大概就有大约10个新种被发现，其中A. K. Totton在二十世纪中叶发表了23种，被认为是管水母分类领域最重要的研究者之一。 
2020年四月六日，美国加利福尼亚州的施密特海洋研究所宣布在澳大利亚西部宁格鲁海岸的海底峡谷中发现了一只巨型的离翼水母（Apolemia），体长47米，围成直径约15米的环状，可能是迄时世界上发现的最长的动物，也是体型最大的管水母。
目前暂无管水母的化石记录。但是基于遗传分子（DNA）的研究表明，这类动物所属的刺胞动物门早在六至八亿年前就已起源，而管水母这一支系则经过了漫长时间中的演化和适应存活至今。

## 特徵
管水母是由水母體及水螅體所組成，各自在形態及功能上有其獨特性。管水母可以長達40公尺。每一個都是一個個體，整體緊密連結得像是一大形生物。大部份個體都非常獨特，令它們不能獨自生存。故此管水母是介乎於群落及複雜的多細胞生物之間，並能為多細胞生物的演化提供一些線索。例如囊泳亞目的成员较长的中央茎上附着着大量的游动孢子，每一组游动孢子都有一个负责摄食的营养体（gastrozooid）。而游泳体（nectophore）则负责控制、调动整个集群的游动。
某些管水母是可發光的。Erenna是管水母的一屬，棲於加利福尼亞州蒙特雷離岸的1600米水深處。個體緊密互構像一條羽毛圍巾。它們用刺細胞掠食細小動物。這些刺細胞末端都會發出紅光，前後擺動時形成閃爍效果，據稱可以吸引細小的魚類。很多海中生物都會發出藍色及綠色的光，這種管水母是另一種可以發出紅光的生物。

## 遗传学
21世纪初期，许多管水母物种的单个基因就已被测序。2010年代，用于发育生物学和系统发生学研究的转录组数据也被发表。2015年，三种管水母的线粒体基因组问世，而之后尽管整个刺胞动物门中陆续有组装至染色体水平的核基因组问世，但管水母则因其较大的基因组（三十亿碱基对以上）及染色体构象捕获（Hi-C）较高的难度，迟迟未有高质量核基因组数据发表。

## 分類

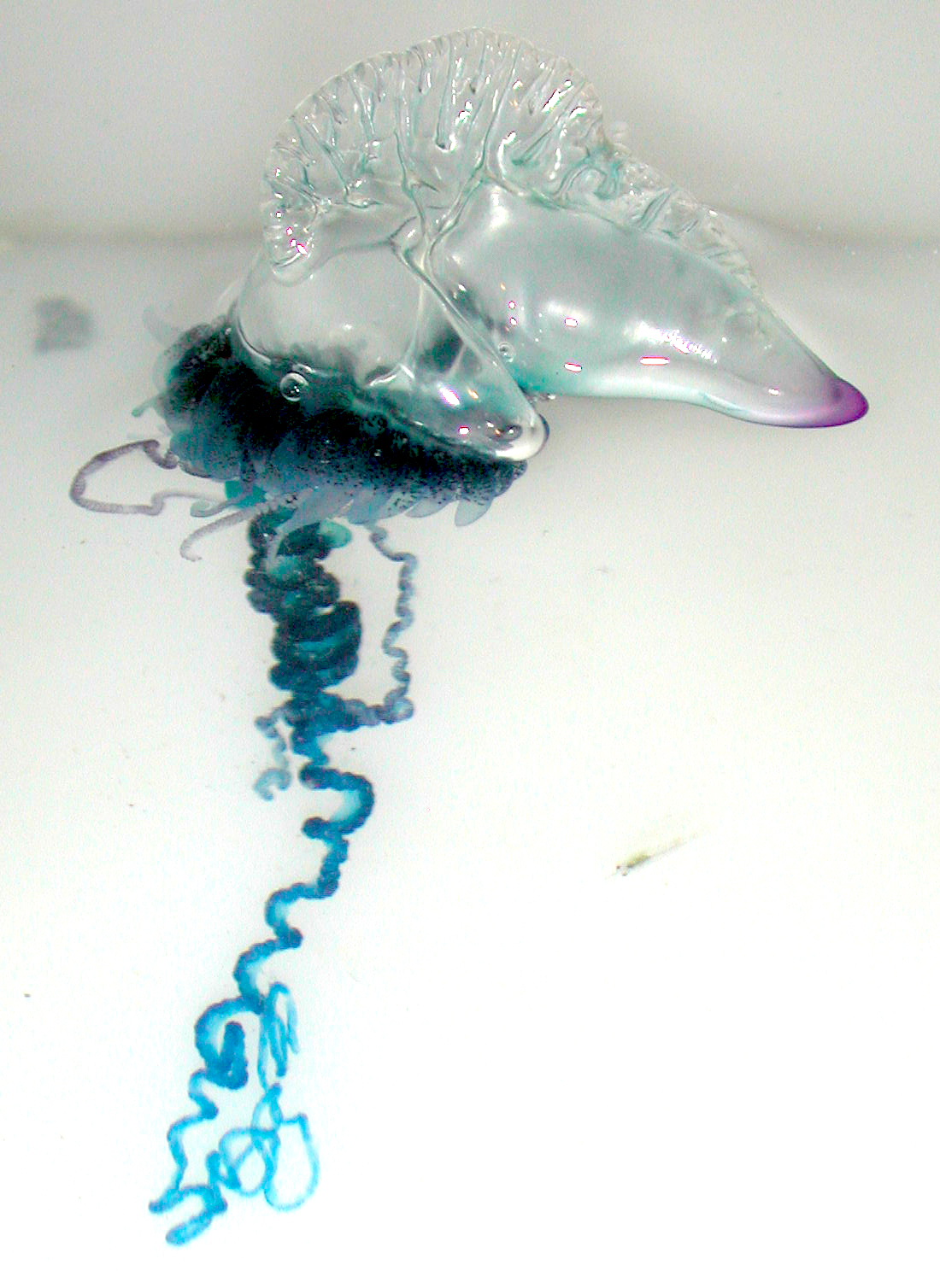
僧帽水母

由於管水母高度專門化的群落，科學家們一直被誤導。長久以來它們都被認為是獨特的一群，但現已確知它們是演化自像花水母目或軟水母目較簡單的水螅類。
管水母奇異的外觀、大型及危險的刺一直都吸引著人們。它們的分類較為直接：

### 鐘泳亞目Calycophorae
- 多面水母科 Abylidae
- 雙體水母科 Clausophyidae
- 雙生水母科 Diphyidae
- 馬蹄水母科 Hippopodiidae
- 帕腊水母科 Prayidae
- 球水母科 Sphaeronectidae
- Tottonophyidae

### 囊泳亞目Cystonectae
- 僧帽水母科 Physaliidae
- 根水母科 Rhizophysidae

### 胞泳亞目Physonectae
- Agalmatidae
- 離翼水母科 Apolemiidae
- Cordagalmatidae
- Erennidae Pugh, 2001
  - Erenna Bedot, 1904
  - Parerenna Pugh, 2001
- 歪鐘水母科 Forskaliidae
- 氣囊水母科 Physophoridae
- 紅環水母科 Pyrostephidae
- Resomiidae
- Rhodaliidae
- Stephanomiidae

Stepanyantsia的分類不明，有可能屬於Agalmatidae。

## 外部連結
- Siphonophores （页面存档备份，存于）
- Order Siphonophorae Eschscholtz, 1829 （页面存档备份，存于）